# 京都國立博物館
京都國立博物館（日语：／ Kyōto Kokuritsu Hakubutsukan）是日本京都府京都市東山區的一所國立博物館，創立於1897年5月，是日本最重要的博物館之一。博物館由獨立行政法人國立文化財機構運作，主要展示平安時代至江戶時代的京都文化藝術品，並且也進行文化藝術品的研究、普及活動。在通常的展覽之外，每年也進行2～3次特別展覽。

## 歷史
京都國立博物館在1892年動土，1895年10月正式落成，設計師為曾經設計過奈良國立博物館本館與東京國立博物館表慶館的片山東熊 。京都國立博物館原先計畫興建三層樓建築，但是因為1891年發生濃尾地震，因此變更為一層樓建築。京都國立博物館於1897年5月正式開幕，當時稱為帝國京都博物館。
帝國京都博物館在1900年（明治33年）改名為京都帝室博物館，當時奈良帝國博物館與東京帝國博物館也都變更名稱。為了恭賀當時的皇太子（昭和天皇）結婚，京都帝室博物館在1924年（大正13年）2月改稱為恩賜京都博物館。恩賜京都博物館在1952年納入京都市管轄，改稱為京都國立博物館。京都國立博物館從2007年開始由獨立行政法人國立文化財機構負責運作。

## 設施

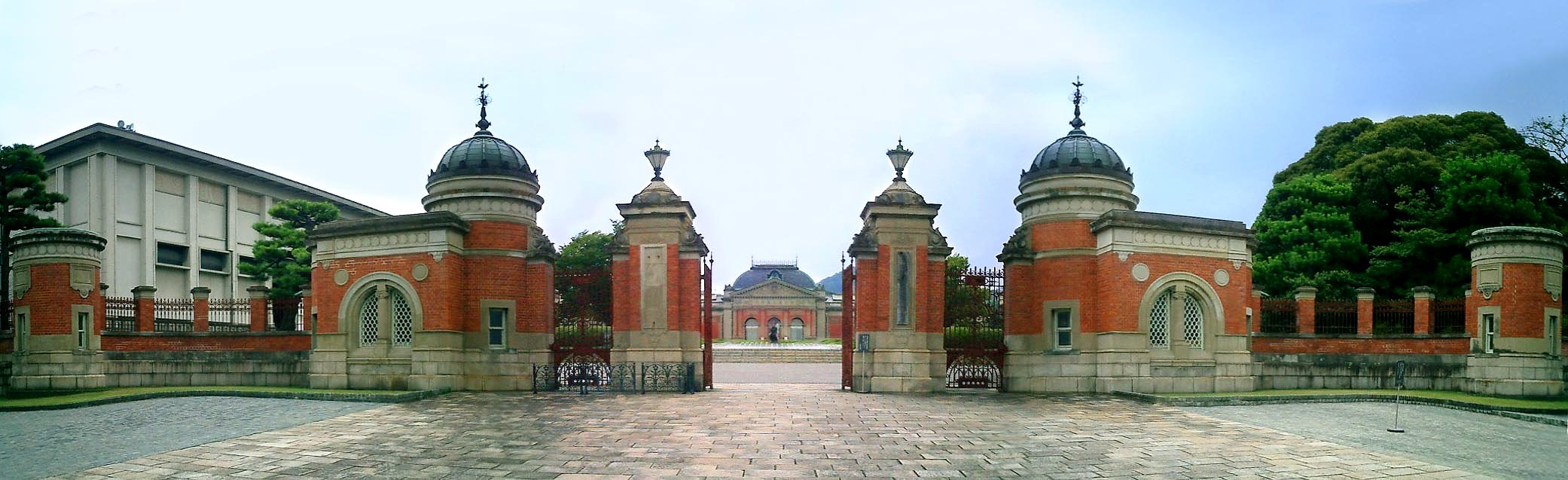
京都國立博物館西門

展示館主要是在片山東熊設計的本館（特別展示館）與京都大学榮譽教授森田慶一設計的新館（平常展示館）。京都國立博物館佔地面積為25.275平方公尺。2013年，平成知新館竣工。
- 特別展示館（舊本館） - （片山東熊設計、1895年竣工、重要文化財）
- 平常展示館 - （森田慶一設計、1966年竣工）
- 正門 - （片山東熊設計、1895年竣工、重要文化財）
- 南門 - （谷口吉生設計、2001年竣工）
- 事務廳舎
- 資料棟
- 管理棟
- 文化財保存修理所
- 技術資料参考館 - （1930年竣工、登録有形文化財）
- 東収蔵庫
- 北収蔵庫
- 茶室「堪庵」

## 藏品

天橋立圖

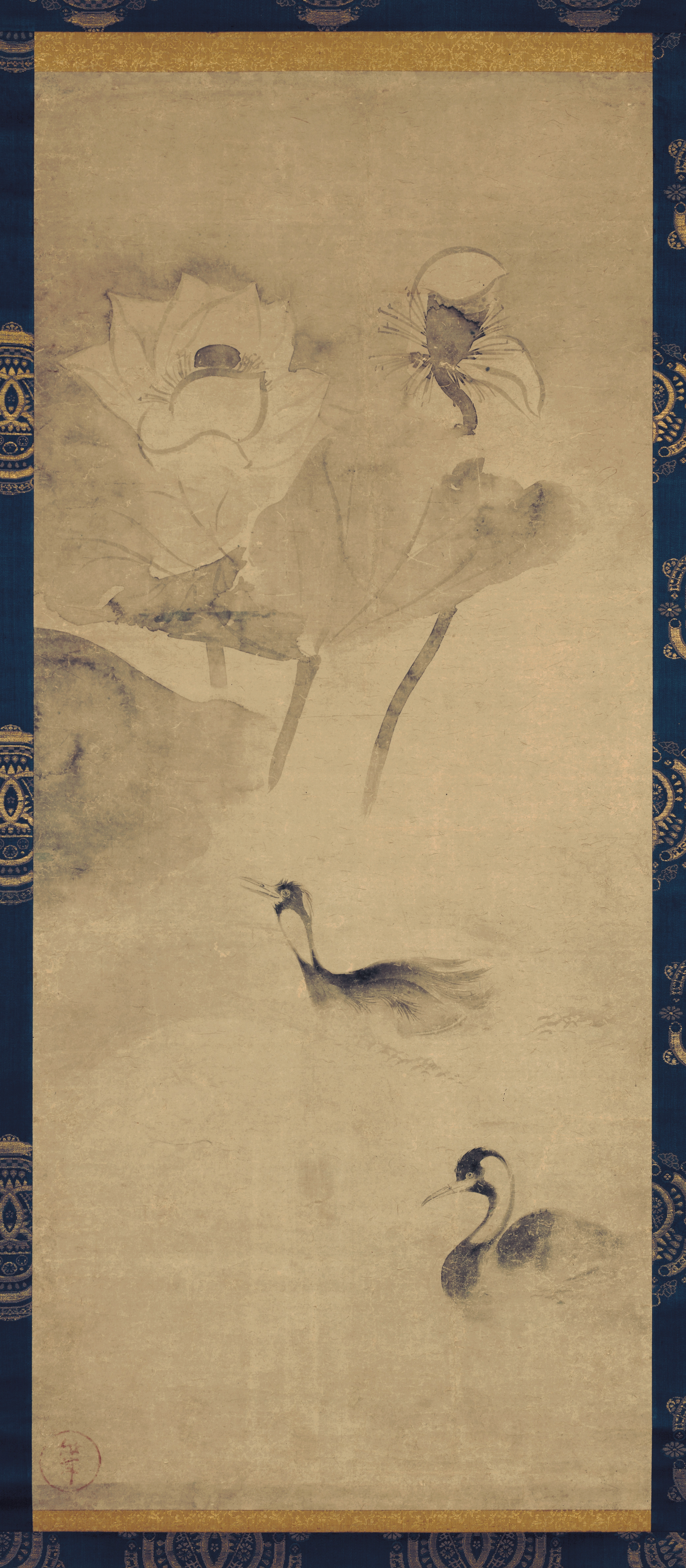
蓮池水禽圖

京都國立博物館原先設計收藏京都一帶的寺廟與神社保存之歷史文物。而目前京都國立博物館所收蔵的物品約12,000件，包括27件國寶與181件重要文化財。目前館內的藏品約有一半是其他擁有者寄放在此，包括許多國寶與重要文化財 。
以下是獨立行政法人國立文化財機構所有、京都國立博物館目前保管的國寶。
- 絹本著色山越阿彌陀圖
- 絹本著色山水屏風 六曲屏風
- 絹本著色釈迦金棺出現圖
- 絹本著色十二天像
- 紙本著色餓鬼草紙
- 紙本著色病草紙
- 紙本墨画淡彩天橋立圖 雪舟筆
- 紙本墨画蓮池水禽圖 俵屋宗達筆
- 白描繪料紙墨書金光明經 巻第三
- 古神寶類（來自阿須賀神社）
- 太刀 銘安家
- 太刀 銘則國
- 蘆手繪和漢朗詠集抄 藤原伊行筆
- 一品経懐紙（西行、寂蓮等十四枚）
- 金剛般若経開題残巻 弘法大師筆 （六十三行）
- 古今和歌集 巻第十二残巻（本阿彌切本）
- 稿本北山抄 巻第十
- 手鑑「藻塩草」（二百四十一葉）
- 浄名玄論
- 新撰類林抄 巻第四殘巻
- 世説新書 巻第六残巻
- 千手千眼陀羅尼経残巻（天平十三年七月十五日玄昉願經）
- 日本書紀 巻第二十二、第二十四
- 日本書紀神代 巻上下（吉田本）
- 万葉集 巻第九（藍紙本）
- 明恵上人歌集 高信筆
- 藤原忠通筆書狀案